# 대한민국 형사소송법 제267조
대한민국 형사소송법 제267조는 공판기일의 지정에 대한 형사소송법의 조문이다.

## 조문
제267조(공판기일의 지정) ① 재판장은 공판기일을 정하여야 한다.
②공판기일에는 피고인, 대표자 또는 대리인을 소환하여야 한다.
③공판기일은 검사, 변호인과 보조인에게 통지하여야 한다.

## 참고 문헌
- 손동권 신이철, 새로운 형사소송법(초판, 2013), 세창, 2013. ISBN 9788984114081